# Rhynchosia nelsonii
Rhynchosia nelsonii är en ärtväxtart som först beskrevs av Joseph Nelson Rose, och fick sitt nu gällande namn av John Wesley Grear. Rhynchosia nelsonii ingår i släktet Rhynchosia och familjen ärtväxter. IUCN kategoriserar arten globalt som livskraftig. Inga underarter finns listade i Catalogue of Life.